# SN 1997Z
SN 1997Z – supernowa typu II odkryta 10 lutego 1997 roku w galaktyce NGC 3261. W momencie odkrycia miała maksymalną jasność 15,50m.